# 跳躍
| ウィキペディアには「跳躍」という見出しの百科事典記事はありません（タイトルに「跳躍」を含むページの一覧/「跳躍」で始まるページの一覧）。 代わりにウィクショナリーのページ「跳躍」が役に立つかもしれません。 |